# Corneliu Vadim Tudor
Corneliu Vadim Tudor, detto il Tribuno (Bucarest, 28 novembre 1949 – Bucarest, 14 settembre 2015), è stato un politico rumeno, ex leader del Partito Grande Romania.
Fondatore e leader del Partito Grande Romania (PRM) dal 1991 al 2015. Raggiunse l'apice della carriera politica, quando giunse al 2º posto nel primo turno delle elezioni presidenziali del 2000, dove fu poi sconfitto nel secondo turno da Ion Iliescu.
Fu uno dei discepoli dello scrittore Eugen Barbu. Famoso per il suo temperamento, burrascoso, irruento, nazionalista, retorico e xenofobo, spesso protagonista di attacchi politici e personali.

## Biografia

### Studi
Ha frequentato il Collegio Nazionale "San Sava" di Bucarest dove si è laureato nel 1967. Nel 1971 ha ricevuto una seconda laurea presso la facoltà di filosofia dell'Università di Bucarest, con una tesi sulla sociologia della religione. Tra il 1978 ed il 1979 ha beneficiato del Premio Herder legato al mercato azionario internazionale, ottenuto dall'allora suo responsabile, lo scrittore Eugen Barbu. Infine a Vienna frequenta corsi di storia. È stato sempre eletto senatore dal 1992 al 2008.

## Attività politica

### Candidato presidenziale della Romania
Si è candidato per le elezioni presidenziali del 1996, classificandosi al 5º posto su 16 candidati.
Alle elezioni presidenziali del 2000 raggiunse il secondo turno, dove ottenne il 33.17% dei voti.
Nel 2004 si era candidato alla presidenza della Romania, ottenendo il 12,57% dei voti.
Alle elezioni presidenziali del 6 novembre 2009, candidatosi con il Partito Grande Romania, ottenne il voto di solo 540.380 rumeni, vale a dire il 5,56% degli elettori.
Nel 2014 per le elezioni presidenziali del 2 novembre. Secondo i risultati definitivi delle elezioni del 2 novembre 2014, ha ottenuto nel primo turno un totale di 349.416 voti su 9.723.232 totali, classificandosi 7º su 14 candidati, circa il 3,68% di tutti i voti validi espressi.

### Membro del Parlamento europeo
Il 7 giugno 2009 venne eletto al Parlamento europeo nella lista del Partito Grande Romania. Nel corso dei nove mesi della sua elezione, e fino al marzo 2010, partecipa a 15 su 37 incontri in seduta plenaria, con una percentuale di presenze pari al 40.54%. Ciò ha contribuito a porre la Romania ultima fra le nazioni rappresentate nel Parlamento europeo, con una presenza del 84.46%.
Il 15 giugno 2013 si tenne una riunione straordinaria del Consiglio nazionale, a cui parteciparono i rappresentanti di 24 organizzazioni provinciali del Partito Grande Romania. In questa occasione, con una decisione quasi plebiscitaria, 116 voti a favore della rimozione e solo 9 contro, l'assemblea decise di rimuoverlo dalla presidenza del partito.
Il 27 luglio 2013 fondatore del partito affermò: "L'unico presidente del PRM sono io", ma venne comunque rimosso.
La Corte Giudiziaria di Bucarest stabilì tuttavia che l'eurodeputato Corneliu Vadim Tudor, per essere reintegrato come presidente del Partito Grande Romania dopo essere stato espulso dal partito, avrebbe dovuto essere sostituito da Gheorghe Funar.

## Morte
Muore il 14 settembre 2015 presso la Clinica di Malattie Cardiovascolari del Centro di emergenza dell'esercito, dove era stato trasportato a seguito di un attacco di cuore. La morte, secondo Mediafax, venne registrata alle ore 18:30.

## Controversie
Nei primi anni 80, in risposta ad un articolo del Rabbino Moses Rosen, Tudor scrisse una poesia opuscolo "In difesa di Eminescu", denunciando il ritorno dell'antisemitismo nella cultura romena e facendo riferimento ad alcune poesie antisemite di Mihai Eminescu. Ciò suscitò reazioni nella stampa internazionale dal Washington Post al Paris Match. Gli intellettuali romeni si riunirono e protestarono, portando al ritiro del volume antisemita dei Saturnalia.
Negli ultimi anni, escluse alcuni membri che avrebbero voluto cambiare la dottrina del Partito Grande Romania, tra cui: Corneliu Ciontu, Lia Olguța Vasilescu, Daniela Buruiană, Codrin Stefanescu, Anghel Stanciu Dorel Onac, Dan Claudiu Tanasescu, poi, nel 2009, ritornato nel partito. Fu clamorosa la diffida di Ciontu Cornelius, considerato uno dei leader più affidabile del PMR. Fu così vicino che nel marzo 2005 Vadim Tudor si ritirò dalla direzione del partito e la porse a Ciontu. Ma la sua guida durò meno di tre mesi. Nel giugno 2005 ritornò alla guida, mentre Ciontu fu costretto a lasciare sia la Presidenza che il partito. Vicepresidenti divennero Anghel Stanciu e dieci deputati. Nel 2011, secondo il giornale Cotidianul del sito Puterea.ro, venne accusato di false dichiarazioni e di evasione fiscale.

### Dichiarazioni razziste
Nel corso del tempo, la sua "filosofia" contro i Rom assunse toni estremi. Il suo giornale "România Mare", giunse persino a ritenere che fosse necessario sterminarli, insieme agli "ebrei e gli ungheresi".

### Ammende
Il Consiglio nazionale per la lotta alla discriminazione lo ha multato per 3.000 Leu perché definì ripetutamente "prostituta" l'ex candidato per il parlamento Anca Carcu. Il 30 aprile 2014 il Tribunale di Bucarest decise per il pagamento di 1.000 Leu, a titolo di danni e per le due pubblicazioni di giudizio: tricolore e Romania Mare.